# Mario Vargas
Mario Daniel Vargas (Buenos Aires, Argentina, 25 de marzo de 1977) es un exfutbolista argentino. Jugaba de delantero y militó en diversos clubes de Argentina, Chile, Bolivia, Portugal y Finlandia. De todos los equipos donde ha jugado, militó en 3 clubes de Argentina, Chile y Portugal.

## Clubes
| Club                      | País      | Año       |
| ------------------------- | --------- | --------- |
| Racing Club               | Argentina | 1993-1995 |
| Inter Turku               | Finlandia | 1996      |
| Arsenal de Sarandí        | Argentina | 1996-1999 |
| Deportes Concepción       | Chile     | 2000      |
| Huachipato                | Chile     | 2001      |
| Campomaiorense            | Portugal  | 2001-2002 |
| Estrela Amadora           | Portugal  | 2002-2003 |
| Salgueiros                | Portugal  | 2003-2004 |
| Independiente de La Rioja | Argentina | 2005-2006 |
| Brown de Adrogué          | Argentina | 2007      |
| Deportes Antofagasta      | Chile     | 2008-2009 |
| Real Mamoré               | Bolivia   | 2010-2011 |